# Leticia Oro Melo
Leticia Oro Melo (Joinville, 5 ottobre 1997) è una lunghista brasiliana, medaglia di bronzo ai Mondiali di Oregon 2022.

## Palmarès
| Anno | Manifestazione          | Sede          | Evento         | Risultato | Prestazione | Note                          |
| ---- | ----------------------- | ------------- | -------------- | --------- | ----------- | ----------------------------- |
| 2015 | Panamericani U20        | Edmonton      | Salto in lungo | Bronzo    | 6,05 m      |                               |
| 2021 | Campionati sudamericani | Guayaquil     | Salto in lungo | Oro       | 6,63 m      | Miglior prestazione personale |
| 2022 | Mondiali                | Eugene        | Salto in lungo | Bronzo    | 6,89 m      | Miglior prestazione personale |
| 2023 | Mondiali                | Budapest      | Salto in lungo | 12ª       | 6,10 m      |                               |
| 2023 | Giochi panamericani     | Santiago      | Salto in lungo | 6ª        | 6,19 m      |                               |
| 2025 | Campionati sudamericani | Mar del Plata | Salto in lungo | 4ª        | 6,36 m      |                               |

## Campionati nazionali
- 1 volta campionessa nazionale del salto in lungo (2022)

2022
- Oro ai campionati brasiliani (Rio de Janeiro), salto in lungo - 6,59 m